# Streitbare Demokratie
Das politische System der Bundesrepublik Deutschland wird vom Bundesverfassungsgericht als streitbare, wehrhafte Demokratie bezeichnet. In ihr wird die freiheitliche demokratische Grundordnung (fdGO) geschützt. Sie kann nicht auf legalem Weg oder durch Mehrheitsbeschlüsse aufgehoben werden. Gegen verfassungsfeindliche Einzelpersonen und Personenzusammenschlüsse (Parteien, Vereine und Organisationen) kann präventiv vorgegangen werden, bevor sie gegen die fdGO vorgehen können.

## Grundsätzliches
Das politische Konzept der „wehrhaften Demokratie“ schränkt seinerseits die demokratischen Rechte ein, da es bestimmte Grundsatzentscheidungen als unabänderlich festlegt und der Entscheidung der jeweiligen Mehrheit entzieht. Dies wird in dieser demokratietheoretischen Konzeption als legitim erachtet, da das Konzept nur die fdGO schütze, die als absoluter Mindeststandard jeder freiheitlichen und demokratischen Gesellschaft angesehen werde. Es soll verhindert werden, dass eine Mehrheit eine legalisierte Diktatur errichten kann. Dem Politikwissenschaftler Gero Neugebauer zufolge beurteilt das Bundesverfassungsgericht nur Handlungen als verfassungswidrig, „die darauf zielen, die freiheitliche demokratische Grundordnung aggressiv und planvoll funktionsunfähig [zu] machen, um sie letztlich zu beseitigen“. Die Ablehnung der freiheitlich demokratischen Grundordnung hingegen ist allein nicht verfassungswidrig: „Eine Partei ist auch nicht schon dann verfassungswidrig, wenn sie diese obersten Prinzipien einer freiheitlichen demokratischen Grundordnung nicht anerkennt, sie ablehnt, ihnen andere entgegensetzt. Es muss vielmehr eine aktiv kämpferische, aggressive Haltung gegenüber der bestehenden Ordnung hinzukommen, sie muss planvoll das Funktionieren dieser Ordnung beeinträchtigen, im weiteren Verlauf diese Ordnung selbst beseitigen wollen.“
→ Die Definition der fdGO hat das Bundesverfassungsgericht in mehreren Entscheidungen, erstmals beim Verbot der Sozialistischen Reichspartei (SRP) 1952, ausgeteilt. Die Definition findet sich im Artikel über die freiheitliche demokratische Grundordnung.

## Ideengeschichtlicher Hintergrund
Die Grundüberlegungen für ein politisches Konzept der „streitbaren Demokratie“ stammen von den während der Zeit des Nationalsozialismus im Exil lebenden Gelehrten Karl Loewenstein und Karl Mannheim. So entwarf Loewenstein 1937 vor dem Hintergrund der Erfahrungen mit dem Nationalsozialismus das Modell der „militant democracy“ (streitbare Demokratie). Karl Mannheims Überlegungen für eine „geplante Demokratie“ basierten vor allem auf seinen ideologiekritischen Arbeiten und seinen Analysen der Krisen einer modernen Massendemokratie.

## Historische Entwicklung
Die Weimarer Republik wurde am Tag der Annahme ihrer Verfassung, dem 31. Juli 1919, von Innenminister Eduard David (SPD) als „demokratischste Demokratie der Welt“ bezeichnet. Der Präsident der Nationalversammlung, Constantin Fehrenbach (Zentrumspartei), bezeichnete die Deutschen als das „freieste Volk der Erde“. Allerdings gab es bereits in der Weimarer Zeit ein Republikschutzgesetz. Mit der Machtübergabe 1933 wandelten die Nationalsozialisten die liberale Weimarer Demokratie zum NS-Regime. Entscheidungen waren nach der Weimarer Verfassung dem Willen der Mehrheit unterworfen, und nicht an Wertvorstellungen gebunden. Es handelte sich, wie es Otto Kirchheimer 1929, vier Jahre vor der Machtübernahme Adolf Hitlers, formulierte, um eine „Verfassung ohne Entscheidung“. Es gab nur veränderbares, positives Recht. Auch Adolf Hitler berief sich auf die in der Weimarer Verfassung festgehaltene Meinungsäußerungsfreiheit, die 1933 durch die Reichstagsbrandverordnung beseitigt wurde. Allerdings sind die Reichstagsbrandverordnung und das nationalsozialistische Ermächtigungsgesetz auch nach dem Weimarer Verfassungsrecht nicht als legal zu bezeichnen. Die Reichstagsbrandverordnung brach das Rückwirkungsverbot und das Ermächtigungsgesetz übertrug die legislative Gewalt auf die Exekutive, was nicht dem Art. 76 der Weimarer Reichsverfassung entsprach. Die Schuldzuweisung an den Rechtspositivismus hält sich als „zählebige Nachkriegslegende“. Sie geht auf den Weimarer Methodenstreit der Staatsrechtslehre und die monarchistische sowie konservative Frontstellung gegen die liberale Republik zurück. Die Schuldzuweisung an den Rechtspositivismus ermöglichte es früheren NS-Juristen, sich ihrer persönlichen Verantwortung für Verbrechen des Nationalsozialismus zu entziehen.
In der wehrhaften Demokratie stehen die Demokratie und ihre wichtigsten Elemente selbst nicht mehr zur Diskussion, sie können auch durch eine noch so große Mehrheit nicht aufgehoben werden. Ein Grund für die Einschränkung des Mehrheitsprinzips ist, in bestimmten Fällen zu verhindern, dass eine momentane Mehrheit für nachfolgende Generationen entscheidet.

## Mittel der streitbaren Demokratie
Zur Verteidigung der fdGO und der durch sie garantierten Menschenrechte sind durch das Grundgesetz für die Bundesrepublik Deutschland (GG) unter anderem folgende Mittel gegeben:
- Nach Art. 1 GG ist die Würde des Menschen unantastbar und die Grundrechte sind unmittelbar geltendes Recht.
- Nach Art. 2 GG wird die freie Entfaltung der Persönlichkeit durch die fdGO eingeschränkt.
- Nach Art. 5 GG entbindet die Freiheit der Lehre und Forschung nicht von der Treue zur Verfassung.
- Vereinigungen, die gegen die Verfassung kämpfen, sind nach Art. 9 Abs. 2 GG verboten. Entgegen dem missverständlichen Wortlaut bedarf es aus Gründen der Rechtssicherheit jedoch einer Verbotsverfügung nach § 3 Abs. 1 Vereinsgesetz, sodass die Vereinigung nicht schon kraft Verfassung verboten ist.
- Eine Verwirkung bestimmter Grundrechte (Art. 18 GG) kann durch das Bundesverfassungsgericht ausgesprochen werden, wenn diese Grundrechte im Kampf gegen die fdGO missbraucht werden. Dies sind
  - die Pressefreiheit,
  - die Versammlungsfreiheit,
  - die Lehrfreiheit,
  - die Vereinigungsfreiheit,
  - das Brief-, Post- und Fernmeldegeheimnis,
  - das Recht auf Eigentum und
  - das Asylrecht.
- Grundrechte können (wenn das Grundgesetz es zulässt) nur durch ein allgemeines Gesetz, das nicht nur für den Einzelfall gilt, und niemals in ihrem Wesensgehalt eingeschränkt werden (Art. 19 Abs. 1 und 2 GG).
- Jedermann hat Anspruch auf einen effektiven Rechtsschutz (Art. 19 Abs. 4 GG). Die Verletzung der Grundrechte durch staatliche Stellen kann mittels Verfassungsbeschwerde gerügt werden.
- Mit den Notstandsgesetzen wurde in Art. 20 Abs. 4 GG ein deklaratorisches Widerstandsrecht zum Schutz der fdGO angefügt.
- Ein Parteienverbot (Art. 21 Abs. 2 GG) kann vom Bundesverfassungsgericht ausgesprochen werden (Parteienprivileg), wenn einer Partei nachgewiesen werden kann, dass es ihr Ziel ist, die fdGO zu beseitigen oder zu beeinträchtigen.
- Eine Änderung des Grundgesetzes benötigt eine Zweidrittelmehrheit im Bundesrat und im Deutschen Bundestag, wobei sich die Mehrheit nicht auf die anwesenden, sondern auf die Gesamtheit der Abgeordneten bezieht. Zudem sind verfassungsdurchbrechende Gesetze, auch wenn sie mit der für eine Verfassungsänderung notwendigen Mehrheit beschlossen wurden, nicht möglich. Eine Änderung des Grundgesetzes ist schwieriger als in der Weimarer Republik und benötigt eine breite Zustimmung.
- Die sogenannte „Ewigkeitsklausel“ des Art. 79 Abs. 3 GG sowie die „Wesensgehaltsgarantie“ des Art. 19 Abs. 2 GG schützen neben anderen Staatsstrukturprinzipien auch die gesamte fdGO.
- Nach Art. 87a Abs. 4 GG darf die Bundeswehr zur Unterstützung der Polizei zum Schutz der fdGO eingesetzt werden.
- Nach Art. 91 GG darf ein Land Polizeikräfte anderer deutscher Länder zum Schutz der fdGO anfordern.
- Art. 98 Abs. 2 und 5 sieht die Möglichkeit vor, Richter anzuklagen, die die fdGO verletzen.
- Auch im Strafgesetzbuch finden sich Regelungen zum Schutz des Staates. Gemäß § 81 StGB ist der Versuch, die verfassungsmäßige Ordnung abzuschaffen, Hochverrat. Weiterhin steht die Verunglimpfung des Bundespräsidenten, des Staates und seiner Symbole sowie seiner Verfassungsorgane, die Nötigung von Verfassungsorganen und zahlreiche Vergehen bezüglich der Manipulation von Wahlen unter Strafe.
- Nach dem Radikalenerlass dürfen nur dem Staat loyale Personen als Beamte eingestellt werden. Diese Regelung basiert auf Art. 33 Abs. 4 GG, nach dem Beamte in einem öffentlich-rechtlichen Dienst- und Treueverhältnis stehen.

## Zitate
„Ich für meinen Teil bin der Meinung, dass es nicht zum Begriff der Demokratie gehört, dass sie selbst die Voraussetzungen für ihre Beseitigung schafft. […] Man muss auch den Mut zur Intoleranz denen gegenüber aufbringen, die die Demokratie gebrauchen wollen, um sie umzubringen.“

## Initiative zur Stärkung der Unabhängigkeit des Bundesverfassungsgerichts
Der Deutsche Richterbund forderte die Aufteilung in zwei Senate, die zwölfjährige Amtszeit der Richter und die Zweidrittelmehrheit für ihre Wahl im Grundgesetz zu verankern. Damit solle das Gericht vor politischen Durchgriffen und Blockaden geschützt werden. Minister der Regierung bestätigten, dass solche Vorschläge von verfassungstreuen Parteien diskutiert würden.
Auch Bundespräsident Frank-Walter Steinmeier unterstützt die Absicherung des Bundesverfassungsgerichts. Das Grundgesetz soll bis zum Ende der Legislaturperiode im Herbst 2025 geändert werden. Der Deutsche Richterbund fordert, auch die Verfassungsgerichte der Länder in den Landesverfassungen abzusichern.